# Quem És Tu?
Quem És Tu? é um filme português, escrito e realizado por João Botelho, a partir da adaptação do livro Frei Luís de Sousa de Almeida Garrett.
Apesar de algumas alterações no desenrolar da história, o enredo essencial mantém-se. Os cenários do filme, com pouca luz e sendo sempre recintos fechados são também, por si só, parte da história, já que pretendem isolar cada vez mais as personagens, ao ponto de as deixarem "num beco sem saída".

## Sinopse
D. Madalena de Vilhena (Suzana Borges) casou com Manuel de Sousa Coutinho (Rui Morrison), com quem tem uma filha, Maria (Patrícia Guerreiro). Mas uma sombra paira sobre esta família e esta mulher, que vive num "engano da alma ledo e cego". D. Madalena já tinha sido casada com D. João de Portugal (Francisco D'Orey), desaparecido na batalha de Alcácer-Quibir, em que se perdeu também o Desejado. Mas D. João de Portugal prometeu regressar, vivo ou morto para voltar a olhar o rosto da sua amada. A tragédia irrompe quando à casa da família chega um romeiro, um fantasma de barbas brancas que passou mais de 20 anos em cativeiro.

## Elenco
- Rui Morrison ... Manuel de Sousa Coutinho/Frei Luís de Sousa
- Suzana Borges ... Madalena de Vilhena
- Patrícia Guerreiro ... D. Maria de Noronha
- José Pinto ... Telmo Pais
- Rogério Samora ... Frei Jorge
- Francisco D'Orey ... O Romeiro/D. João de Portugal
- Gustavo Sumpta ... Miranda
- Marga Muguambe ... Doroteia
- Carlos Costa ... Prior de Benfica
- Bruno Martelo ...	D. Sebastião
- Luís Pinhão ... Cardeal D. Henrique